# Воробьёво (Белгородская область)
Воробьево — село в Алексеевском районе Белгородской области, входит в состав Матрёногезовского сельского поселения. 

## Описание
Расположено в 18 км к юго-востоку от райцентра Алексеевка.
| 1859 | 1897  | 2002 | 2010 |
| ---- | ----- | ---- | ---- |
| 1223 | ↘1138 | ↘207 | ↘179 |

Улицы и переулки
| - ул. Лесная - ул. Центральная |

## История
Хутор Воробьев есть уже на карте 1797 года. Предание, записанное у старожилов в XIX веке, гласит: до появления хутора в здешних местах обитал разбойник Воробей, настолько известный в округе, что имя его сохранилось даже в названии хутора. 
В 1859 году — Бирюченского уезда «хутор владельческий Воробьев при балке Матреновской» «по правую сторону большого почтового тракта от г. Бирюча до г. Острогожска» — 171 двор, 1223 жителя (585 мужск. и 638 женск. пола).
Упоминается в Памятной книжке Воронежской губернии за 1887 год как "хуторъ Воробьевъ" Матреногезевской волости Бирюченского уезда. Число жителей обоего пола — 1389, число дворов — 185.